# 哈拉马河畔帕拉库埃略斯
帕拉库埃略斯德哈拉马，是西班牙马德里自治区的一个市镇。总面积44平方公里，总人口21 128人（2013年），人口密度481人/平方公里。